# Péter dans la soie
« Péter dans la soie » est une expression idiomatique  couramment employée à titre de plaisanterie. L'expression signifie « être riche », « avoir du linge très fin », « vivre dans le luxe ».